# Жорж Амадо
Жорж Леал Амадо де Фарија (порт. Jorge Leal Amado de Faria; Итабуна, 10. август 1912 — Салвадор, 6. август 2001) био је бразилски писац периода модернизма. Он је и даље најпознатији од модернистичких бразилских писаца, јер је његово дело преведено на око 49 језика и популаризовано на филму, нарочито Доња Флор и њена два мужа, 1976. године. Његов рад осликава колонијални Бразил и обележен је религиозним синкретизмом. Он је у својим делима приказао веселу и оптимистичну земљу која је, у исто време, била подељена дубоким социјалним и економским разликама.
Био је члан Бразилске Академије за књижевност од 1961. до смрти 2001. године.

## Биографија
Амадо је рођен на фарми у близини града Итабуне, на југу бразилске државе Баија. Био је најстарији од четворице синова Жоаоа Амада де Фарие и Д. Еулалије Леал. Фарма се налазила у селу Ферадас, које се, мада данас припада округу Итабуне, у то време налазило под управом обалског града Иљеус. Из тог разлога себе је сматрао грађанином Иљеуса. Сам Амадо живео је на подручју у коме су биле велике плантаже какаа, па је из личног искуства познавао беду и борбу људи који живе од обрађивање земље и готово у робовласничким условима. Та тема се провлачи кроз неколико његових дела (на пример, Опака земља).
Због епидемије малих богиња, његова породица се преселила у Иљеус када му је било годину дана, и тамо је провео своје детињство. Похађао је средњу школу у Салвадору, главном граду државе. Са 14 година Амадо је почео да сарађује са неколико часописа и учествовао је у књижевном животу, као један од оснивача модернистичке "Побуњеничке академије".
Био је рођак бразилског правника, писца, новинара и политичара Жилберта Амада, и бразилске глумице и сценаристе Вере Клузо.
Амадо је свој први роман Земља карневала објавио 1931. у 18 години. Оженио се 1933. године Матилде Гарсиа Росом и добио је ћерку Лилу. Исте године објавио је свој други роман, Какао, који му је повећао популарност. Студирао је на Правном факултету Федералног универзитета у Рио де Жанеиру, али никад није постао адвокат у пракси. Његове левичарске активности отежавале су му живот под диктаторским режимом Жетулиа Варгаса. Године 1935. ухапшен је први пут, а две године касније његове књиге су јавно спаљене. Његови књиге биле су забрањене у Португалу, али у остатку Европе стекао је велику популарност објављивањем романа Јубиаба у Француској. Књига је изазвала одушевљене критике, укључујући и добитника Нобелове награде, Албера Камија .
Почетком 1940-их, Амадо је уређивао књижевни прилог за нацистички политички лист "Meio-Dia". Будући да је био комунистички милитант, Амадо је од 1941. до 1942. године био приморан да оде у егзил у Аргентину и Уругвај. Када се вратио у Бразил, растао се од Матилде Гарсиа Росе. Године 1945. изабран је у Националну уставотворну скупштину, као представник Бразилске комунистичке партије (добио је више гласова од било ког другог кандидата у држави Сао Паоло). Потписао је закон којим се одобрава слобода религијских уверења.
Поновно се оженио 1945. године, списатељицом Зелиом Гатаи. 1947 године добили су сина, Жоао Хорсеа. Исте године његова странка је проглашена илегалном, а њени чланови су ухапшени и прогоњени. Амадо је још једном изабрао изгнанство, овог пута у Француску, где је остао све док није протеран, 1950. године. Његова ћерка из првог брака, Лила, умрла је 1949. Од 1950. до 1952. године Амадо и Гатаи су живели у Чехословачкој, где им се родила ћерка, Палома. Путовао је и у Совјетски Савез, где је 1951. године освојио Лењинову награду за мир. Недавно објављени документи показују да га је у овом периоду истраживала ЦИА.
По повратку у Бразил, 1954. године, Амадо је напустио активан политички живот, напустивши и Комунистичку партију годину дана касније. Од тог периода посветио се искључиво литератури. Његова друга креативна фаза почела је 1958. године романом Габриела, каранфилић и цимет, што је Жан-Пол Сартр описао као "најбољи пример народног романа". Амадо је делом одустао од реализма и друштвених тема својих раних дела, написавши низ романа усредсређених углавном на женске ликове, посвећене својеврсном комичном слављењу традиције и лепоте Баије. Поред Габријеле, у те романе спадају и Тереза Батиста и Доња Флор. Приказивање сексуалних обичаја његове земље већи део бразилског друштва из педесетих година прошлог века сматрао је скандалозним и Амадо неколико година није могао ни да уђе у Иљеус, због наводних претњи упућених јавном моралу градских жена. И поред целе ове ситуације, Совјетски Савез је Амадова дела објављивао убрзо након објављивања на португалском.
Примљен је у Бразилску академију за књижевност 6. априла 1961. Након смрт, његова жена је изабрана да га замени. Амадо је Академију искористио као поставку за свој роман Униформа, фрак и спаваћица. Године 1984. председник Франсоа Митеран одликовао га је француском Легијом части.
Амадова популарност као писца никада није опадала. Његове књиге преведене су на 49 језика у 55 земаља и адаптиране су у филмове, позоришна дела и ТВ програме. Чак су послужила и као инспирација неким школама самбе за Бразилски карневал. Године 1987. основана је Фондација Жоржа Амада у Салвадорукоја промовише заштиту Амадовог имања и развој културе у Баији. Недавно реновирана зграда Историјског центра Салвадора садржи мали музеј и зидне панеле са коричним странама међународних издања његових књига.
Амадо је умро 6. августа 2001. Пепео је расут у башти његове куће четири дана касније.
In 4 December 2014 he received (posthumously) from the Legislative Assembly of Bahia appointment as Commander of Meritorious Citizen of the Freedom and Social Justice João Mangabeira (CBJM), due to his work in defense of social rights, the State's highest honor.

## Награде и титуле

### Награде
Жорж Амадо је за своје књижевно дело добио неколико бразилских и страних награда, међу којима се издвајају:
- Лењинова награда за мир (Совјетски Савез, 1951)
- Награда Јабути, 1959
- Латинидад (Француска, 1971)
- Нонино (Италија, 1982)
- Орден Карлос Мануел де Сеспедес (Куба, 1988)
- Пабло Неруда (Русија, 1989.)
- Награда Етрурија за књижевност (Италија, 1989.)
- Сино дел Дука (Француска, 1990)
- Медитеран (Италија, 1990)
- Награда Луис де Камоес (Бразил-Португал, 1995.)
- Министарство културе (Бразил, 1997.)

### Титуле
Добио је почасне титуле заповедника и великог официра Аргентине, Чилеа, Шпаније, Француске, Португалије и Венецуеле. Примио је и почасне докторате на универзитетима у Бразилу, Португалу, Италији, Израелу и Француској. Француска титула била је последња коју је лично добио 1998. године, када је већ био болестан. Дана 4. децембра 2014. посмртно је, због ангажовања у одбрани друштвених интереса, добио од Законодавне скупштине Баије највише одликовање државе, титулу Заслужног грађана за слободу и социјалну правду Жоао Мангабеира.

## Дела

### Новеле
- Земља карневала, 1931.[16]
- Какао, 1933.[17]
- Зној, 1934.[18]
- Јубиаба, 1935.[19]
- Мртво море, 1936.
- Капетани пешчаног спруда 1937.[20][21]
- Опака земља, 1943.
- Свети Хорхе Илхејски, 1944.
- Црвена берба, 1946.
- Подземна железница слободе (у 3 књиге), 1954.
- Габриела, каранфилић и цимет, 1958.
- Стари морнари или Капетан висине, 1961.
- Пастири ноћи, 1964.
- Доња Флор и њена два мужа, 1966.
- Шатра чудеса, 1969.
- Тереза Батиста уморна од рата, 1972.
- Тиета из Агресте, 1977.
- Униформа, фрак и спаваћица, 1979.
- Велика Заседа, 1984.
- Нестанак светице, 1988.[22]
- Како су Турци открили Америку, 1994.[23][24]

### Приче
- Последњи дан смрти, 1961.
- Од недавног чуда до птица, 1979.

### Књиге за децу
- Пругасти Мачак и Госпојица Ласта, 1976.
- Лопта и стрелац, 1984.

### Биографије
- АБЦ Кастро Алвеса, 1941.
- Витез наде (биографија Луиса Карлоса Престеса ), 1942.

### Позориште
- Војникова љубав, 1947.

### Сећања
- Дечак из Грапиуне, 1982.
- Обалска навигација, 1992.[25]